# 仙山トンネル

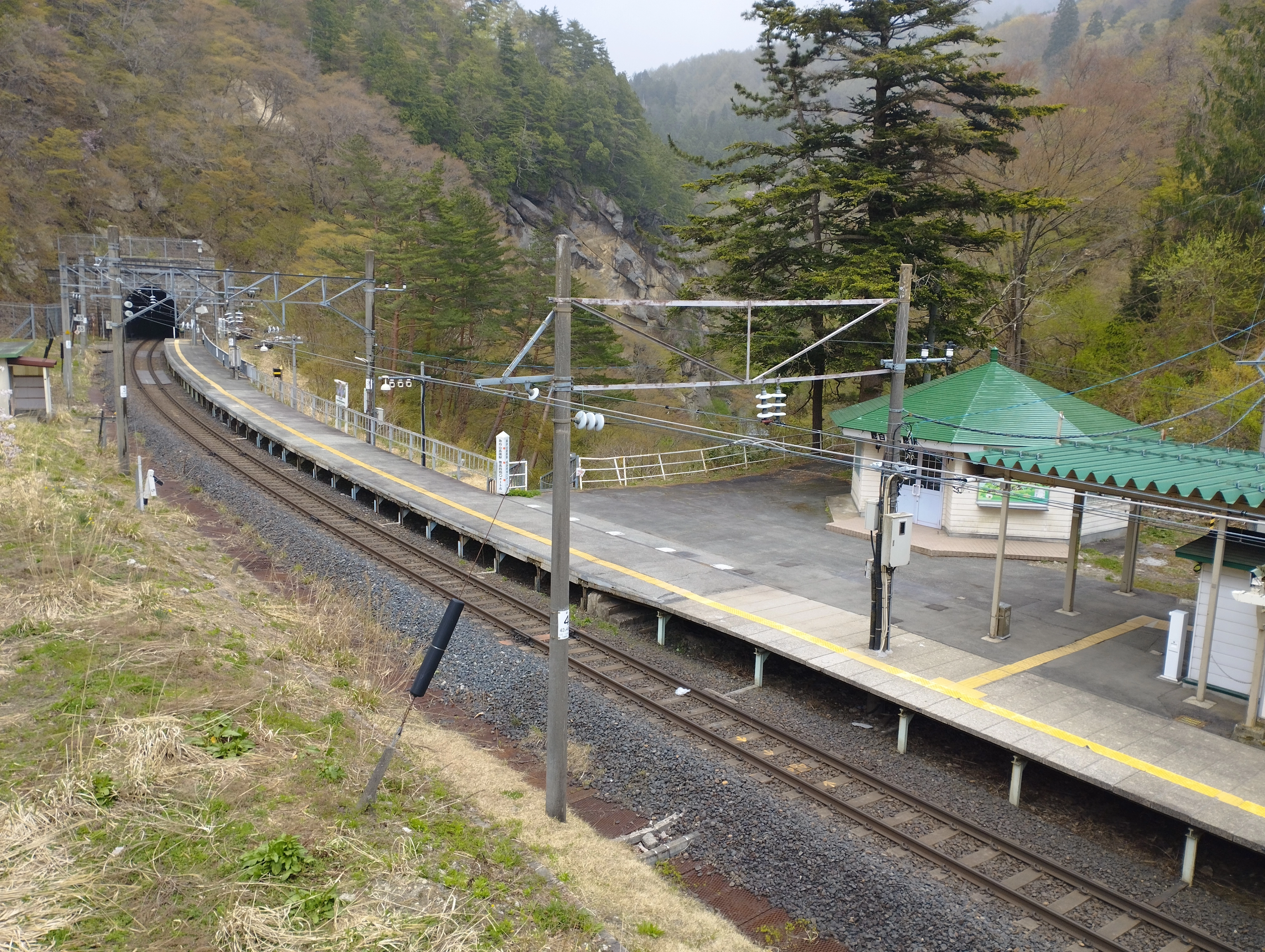
面白山高原駅(JR)と仙山トンネル

仙山トンネル（せんざんトンネル）は、仙山線奥新川駅 - 面白山高原駅間にある、同線で最長のトンネル。1937年（昭和12年）11月10日に開通した。
全長は5,361 mあり、開通当時は上越線の清水トンネル、東海道本線の丹那トンネルに次ぎ、日本で第3位の長さを誇った。標高は約440 m。勾配は仙台方面から3‰、山形方面から5‰の上り坂で、トンネル内に最高点を持つ。
面白山トンネル（おもしろやまトンネル）、仙山隧道（せんざんずいどう）とも呼ばれる。

## 計画
本トンネルのルート選定に当っては、奥羽山脈横断に適した地形を選ぶ必要があり、南部の笹谷峠や、北部の関山峠を通り奥羽本線の神町駅へと結ぶ「仙神線」も候補であった。
また、当時日本のトンネル掘盤技術は未確立であったため、鉄道省では本トンネルの掘盤を最後の試験として各方面の研究を実施することとした。

## 概要
蒸気機関車の煤煙被害を避ける目的で、トンネル内および山間部は開通当初からこの区間を含む作並駅 - 山寺駅間が電化された。当初は直流電化であったが、1955年（昭和30年）に陸前落合駅 - 熊ケ根駅間を日本初の交流電化とし、各種の試験が実施された後、1968年（昭和43年）に直流電化であった作並駅 - 山形駅間も交流電化に変更され、全線が交流電化となった。
トンネル内はレール温度の変化が少ないことなどから、開通当初より営業路線としては日本初となるロングレールが4.2 kmにわたり敷設されていた。電車では約4分で通過出来る。
トンネル内の山形県側に近いエリアに面白山信号場が設けられており、トンネル内で列車交換をする場合もある。トンネルの前後は険しい谷間で、どちらの入口付近もカーブ及び急坂で、ギリギリ上れる地点まで高度を稼いでいるのが特徴である。
2014年、「仙山線鉄道施設群」の一部として土木学会選奨土木遺産に登録された。仙山線鉄道施設群には第二広瀬川橋梁、新川川橋梁、荒沢川橋梁と、作並駅・山寺駅の各転車台、作並機関区、奥新川変電所、仙山隧道と同信号所、交流電化発祥地記念碑が含まれる。

## 工事
工事は鉄道省が直轄し、はじめ東は盛岡建設事務所、西は秋田建設事務所で分担したが、1935年（昭和10年）5月1日から秋田建設事務所に一本化された。掘削は東では1935年（昭和10年）3月18日、西からは4月1日に始まり、1936年（昭和11年）9月8日 10時10分に貫通した。これは当時の土木技術では異例とも言える速さで、完成は1937年（昭和12年）12月8日であった。約50万人の作業員が掘削に従事し、1日当たりの作業量は5メートルであったという。
トンネルの宮城県側は湧水が多かったが、地質が良好で1日平均約10.5メートル掘り進み、予定されていた工期を短縮するほど順調な工事であった。一方の山形県側は湧水こそ少なかったが、粉塵が多くて苦労があったという。
この工事では6名の作業員が殉職した。原因は、不発ダイナマイトの爆発、倉庫内の資材の崩落、除雪中の雪の崩落（2名）、列車と柱の間に挟まれたため、列車とホームの間にはさまれたため、である。トンネル完成後の1937年（昭和12年）12月25日に慰霊碑がトンネルの東出口に建てられた。